# Liste der Kulturdenkmäler in Oberkirn
In der Liste der Kulturdenkmäler in Oberkirn sind alle Kulturdenkmäler der rheinland-pfälzischen Ortsgemeinde Oberkirn aufgeführt. Grundlage ist die Denkmalliste des Landes Rheinland-Pfalz (Stand: 12. Juni 2023).

## Einzeldenkmäler
| Bezeichnung                   | Lage               | Baujahr                            | Beschreibung | Bild                           |
| ----------------------------- | ------------------ | ---------------------------------- | --- | ------------------------------ |
| Brücke                        | Hauptstraße Lage   | 1878                               | Brücke über den Kyrbach, zweibogiger Schieferbruchsteinbau, bezeichnet 1878 | Fotos hochladen                |
| Wohnhaus                      | Hauptstraße 2 Lage | 1530                               | Wohnhaus, bezeichnet 1850, im Kern älter; Kernbau von 1530 (dendrochronologische Datierung), eventuell im Besitz des Schmidtburger Burgmanns Cratz von Scharffenstein; traufseitige Erweiterung, 16. bis 18. Jahrhundert; 1850 südgiebelseitige Erweiterung; 1926 Zerstörung des Ökonomiegebäudeteils durch ein Feuer | Fotos hochladen                |
| Katholische Kirche St. Markus | Hauptstraße 8 Lage | 1794                               | Saalbau mit Dachreiter, 1794, Erweiterung 1968/69 | weitere Bilder Fotos hochladen |
| Evangelische Kirche           | Kirchstraße 7 Lage | 16. Jahrhundert                    | Saalbau mit Dachreiter, wohl aus dem 16. Jahrhundert, Umbau im 18. Jahrhundert; Grabplatte, 1573 | weitere Bilder Fotos hochladen |
| Wohnhaus                      | Staureweg 1 Lage   | zweite Hälfte des 19. Jahrhunderts | Wohnhaus mit Kniestock, teilweise Fachwerk (verschiefert), zweite Hälfte des 19. Jahrhunderts | Fotos hochladen                |